# Clinobiantes
Clinobiantes is een geslacht van hooiwagens uit de familie Biantidae.
De wetenschappelijke naam Clinobiantes is voor het eerst geldig gepubliceerd door Roewer in 1927. 

## Soorten
Clinobiantes is monotypisch en omvat slechts de volgende soort:
- Clinobiantes paradoxus